# Amphistomus trispiculatus
Amphistomus trispiculatus är en skalbaggsart som beskrevs av Matthews 1974. Amphistomus trispiculatus ingår i släktet Amphistomus och familjen bladhorningar. Inga underarter finns listade i Catalogue of Life.